# Cừu Bharal
Cừu Bharal (danh pháp hai phần: Pseudois nayaur) là một loài động vật có vú trong họ Bovidae, bộ Artiodactyla. Loài này được Hodgson mô tả năm 1833. Chúng được tìm thấy ở dãy Himalaya cao của Nepal, Tây Tạng, Trung Quốc, Ấn Độ, Pakistan, và Bhutan. Tên gốc của nó bao gồm bharal, barhal, bharar và bharut bằng tiếng Hindi, na hoặc sna ở Ladakh, Nabo trong tiếng Spitian, Naur ở Nepal và na hoặc gnao ở Bhutan.
Bharal có sừng mọc dương lên, đường cong và sau đó hướng về phía sau, phần nào giống như ria mép ngược.
Bharal là trọng tâm của các đoàn thám hiểm George Schaller và đoàn thám hiểm của Peter Matthiessen tại Nepal năm 1973. Kinh nghiệm cá nhân của họ cũng là tài liệu Matthiessen trong cuốn sách của ông, The Snow Leopard. Bharal là một thực phẩm chính của báo tuyết.